# 2014 EZ51
2014 EZ51 هو كوكب قزم محتمل في القرص المتفرق. تم اكتشافه في مارس 2014 ولة مدار يستغرق 378 سنة حول الشمس  ، ويمكن أن يكون قطره في حدود حوالي 658 كم بناء على قدرة المطلق 3.8